# Artesianó
Artesianó är en ort i Grekland.   Den ligger i prefekturen Nomós Kardhítsas och regionen Thessalien, i den centrala delen av landet, 220 km nordväst om huvudstaden Aten. Artesianó ligger 114 meter över havet och antalet invånare är 1 412.
Terrängen runt Artesianó är huvudsakligen platt, men västerut är den kuperad.Runt Artesianó är det tätbefolkat, med 276 invånare per kvadratkilometer. Närmaste större samhälle är Karditsa, 4,7 km sydost om Artesianó. Trakten runt Artesianó består till största delen av jordbruksmark.